# Ludwig Schmidt (Historiker)
Ferdinand Ludwig Schmidt (* 18. Juli 1862 in Dresden; † 10. März 1944 ebenda) war ein deutscher Historiker und Bibliothekar, dessen Werke zur Völkerwanderungszeit, obwohl inzwischen überholt, einen wichtigen Beitrag zur Erforschung dieser Zeit darstellen.

## Leben und Werk
Ludwig Schmidt studierte von 1881 bis 1884 in Leipzig Geschichte, wobei bereits im Studium sein Interesse für die Spätantike und das Frühmittelalter geweckt wurde. 1884 folgte seine Dissertation mit dem Titel Älteste Geschichte der Langobarden. Nach dem Studium wurde er an der Königlichen Öffentlichen Bibliothek zu Dresden angestellt, 1919 wurde er zum Oberbibliothekar und 1921 zum stellvertretenden Direktor der Bibliothek ernannt. In seiner Bibliothekarszeit gab er 1905 die Urschrift der Chronik des Thietmar von Merseburg mit Hilfe eines neuartigen Druckverfahrens heraus (was insofern von Bedeutung ist, als das Autograph 1945 bei einem Bombenangriff schwer beschädigt wurde und heute unleserlich ist). 1907 erhielt er den Titel Professor und wurde bald darauf zum korrespondierenden Mitglied der Preußischen sowie zum ordentlichen Mitglied der Sächsischen Akademie der Wissenschaften ernannt. Am 31. Dezember 1925 trat er in den Ruhestand.
Obwohl Schmidt eine Vielzahl von Aufsätzen und Monographien verfasste, wird als sein Hauptwerk Die Geschichte der deutschen Stämme bis zum Ausgang der Völkerwanderung (in zwei Bänden) angesehen. Seit 1934 folgte eine Neubearbeitung des Werks (Die Ostgermanen, Die Westgermanen); eine geplante Neubearbeitung der Geschichte der Franken konnte Schmidt nicht mehr vollenden, dies übernahm später Erich Zöllner. Schmidts Werk war dabei stark der Forschung des 19. Jahrhunderts verhaftet, wobei er die Germanen mit den Deutschen einfach gleichsetzte. Bereits zu seinen Lebzeiten wurde Schmidt teils hart kritisiert – allerdings eher deswegen, weil er sich gegen die „politische Wissenschaft“ (im Sinne des Nationalsozialismus) wehrte und beispielsweise der damaligen Rassenkunde keine Beachtung schenkte.
Obwohl Schmidts Geschichte der deutschen Stämme die Stoffmenge durch die Betrachtung einzelner Stämme aufsplitterte, es nicht mehr den modernen Forschungsstand repräsentiert und teilweise überholt ist, hat es auch unbestreitbare Vorzüge. Schmidt kannte fast die gesamte literarische Überlieferung, sein Werk ist denn auch direkt aus den Quellen erarbeitet worden, wenngleich bisweilen zu wenig Quellenkritik geübt wurde. Dennoch ist Schmidts Darstellung noch heute zumindest als Materialsammlung von Bedeutung.

## Publikationen (Auswahl)
- Älteste Geschichte der Langobarden. Ein Beitrag zur Geschichte der Völkerwanderung. s. n., Leipzig 1884 (Dissertation, Universität Leipzig 1884).
- Zur Geschichte der Langobarden. Gustav Fock, Leipzig 1885.
- Geschichte der Wandalen. B. G. Teubner, Leipzig 1901.
- Die Geschichte der deutschen Stämme bis zum Ausgang der Völkerwanderung (= Quellen und Forschungen zur alten Geschichte und Geographie. H. 7, 10, 12, 22, 24, 27, 29/30, ISSN 0259-7055). 2 Abteilungen (Abteilung 1: Buch 1–8; Abteilung 2: Buch 1–3). Weidmann, Berlin 1904–1918.
- als Herausgeber: Die Dresdner Handschrift der Chronik des Bischofs Thietmar von Merseburg. In Faksimile. Kunstanstalt Brockmann, Dresden 1905.
- Allgemeine Geschichte der germanischen Völker bis zur Mitte des sechsten Jahrhunderts (= Handbuch der mittelalterlichen und neueren Geschichte. Abt. 2, Bd. 3). Oldenbourg, München u. a. 1909.